# Godin-Oualogtinga
Godin-Oualogtinga est une commune située dans le département de Koudougou de la province de Boulkiemdé dans la région du Centre-Ouest au Burkina Faso.

## Géographie
La commune est traversée par la route nationale 13.

## Éducation et santé
Godin-Oualogtinga accueille un centre de santé et de promotion sociale (CSPS).
Le village possède deux écoles primaires publiques.